# Іоанніс Алеврас
Іоанніс Алеврас (грец. Ιωάννης Αλευράς; 1912 — 6 квітня 1995) — грецький банкір, політик. Обіймав посаду спікера Грецького парламенту, виконував обов'язки президента Греції упродовж 20 днів — з 10 до 30 березня 1985 року.

## Життєпис
Народився у Мессенії. Після здобуття освіти працював у Банку Греції. 1955 року був одним із засновників Федерації працівників банківських установ Греції, яку очолював до 1963. Того ж року вперше був обраний членом Грецького парламенту від Союзу центру за першим афінським округом.
За часів військової диктатури «чорних полковників» перебував у вигнанні на острові Сірос. Після звільнення Алевраса засновник Національного радикального союзу Андреас Папандреу запросив його очолити керівництво цією організацією в Греції. Пізніше, однак, Алевроса знову заарештували й депортували в Аї-Стратіс, а потім до Айос-Ніколаоса. Зрештою був звільнений 1972 року.
Після відновлення демократії був членом-засновником ПАСОК, від якої обирався до парламенту на виборах 1974, 1977 і 1981 років. 12 грудня 1977 року призначений речником парламентської фракції ПАСОК. 1981 року був обраний на пост голови парламенту Греції, переобирався 1985 та 1989 років. 10 березня 1985 року став тимчасовим Президентом республіки, після виходу у відставку Константіноса Караманліса. 22 лютого 1990 року партія висунула його кандидатом на пост президента, але він набрав 125 голосів проти 153, відданих за Константіноса Караманліса. На виборах 1993 року був обраний членом парламенту.
Іоанніс Алеврас помер 6 квітня 1995 року в реанімаційному відділенні лікарні «Здоров'я» через бронхопневмонію.